# Frédéric Phạm
Frédéric Phạm, sinh ngày 17/11/1938 tại Sài Gòn, là một Giáo sư, nhà Toán học Pháp-Việt nổi tiếng, tên ông được đặt tên cho một định nghĩa toán học, đa tạp Brieskorn-Pham. Cùng với Giáo sư Lê Dũng Tráng, ông có vai trò quan trọng trong việc phát triển hướng nghiên cứu về Lý thuyết Kỳ dị ở Việt Nam, và là câu nối cho sự giao lưu Toán học Pháp-Việt.

## Tiểu sử
Từ năm 1957 đến 1959, ông theo học tại trường Trường Bách Khoa Paris (École polytechnique)
Từ năm 1961 đến 1969, ông làm việc tại Trung tâm nghiên cứu nguyên tử Saclay, cũng là nơi ông phát triền đề tài cho luận văn Tiến sĩ của mình. Trong những năm đó, ông tham gia các seminar của René Thom tại Viện Nghiên cứu khoa học nâng cao (Institut des Hautes Études Scientifiques - IHES).
Năm 1965 ông nhận bằng Tiến sĩ dưới sự hướng dẫn của giáo sư Raymond Stora (Bách Khoa Paris) với luận văn nhan đề là Singularités des processus de diffusion multiple.
Năm 1970, ông trở thành giáo sư tại Đại học Nice Sophia Antipolis và từ năm 2001 ông là giáo sư emeritus.

## Sự nghiệp Toán học
Các nghiên cứu của ông chủ yếu là về Lý thuyết kỳ dị, microlocal analysis, hàm biến phức, Vật lý Toán, v.v...
Vào những năm 1960 ông áp dụng các phương pháp Thom của tôpô vi phân vào các kỳ dị Landau, và những năm 1970, ông cộng tác với Bernard Teissier về kì dị của hệ các đường cong phẳng đại số.
Năm 1970, ông được mời thuyết trình tại Hội nghị Toán học Thế giới tại Nice về chủ đề "Fractions lipschitziennes et saturation de Zariski des algèbres analytiques complexes".
Trong những năm 1980- 1981 ông đem theo gia đình sang công tác tại Viện Toán học Việt Nam và phát triển một nhóm nghiên cứu về Lý thuyết Kỳ dị.

## Chương trình Formath Vietnam
Năm 1996, ông cùng với các đồng nghiệp là GS. Nguyễn Thanh Vân (Toulouse), Jean-Pierre Ramis (Toulouse), Bernard Malgrange (Grenoble), Hà Huy Khoái và Đinh Dũng (Hà Nội) khởi xướng chương trình Formath Vietnam, với mục tiêu bắc cầu giữa các nhà toán học Pháp và Việt Nam, giúp đỡ các nhà toán học trẻ Việt Nam có cơ hội học tập và nghiên cứu ở Pháp.

## Công trình tiêu biểu
Ông là tác giả của một loạt các sách chuyên khảo sau
- Singularities of integrals. Homology, hyperfunctions and microlocal analysis, Springer Verlag, 2011.
- Singularités des systèmes différentiels de Gauss-Manin, Birkhäuser, 1979.
- Introduction à l’étude topologique des singularités de Landau, Mémorial des Sciences Mathématiques, vol. 164, Paris, Gauthier-Villars 1967.
- with Nguyen Tien Dai and Nguyen Huu Duc: Singularités non dégénérées des systèmes de Gauss-Manin réticulés, Mémoires de la Société Mathématique de France, vol. 6, Montreuil, Gauthier-Villars, 1981.
- as editor: Hyperfunctions and theoretical physics, Springer Verlag, 1975. (Conference at Nice May 1973)
- Singularités des courbes planes: une introduction à la géometrie analytique complexe, École polytechnique, 1972.
- Les différentielles, Masson, 1996.
- Fonctions d’une ou deux variables, Collections Sciences Sup, Dunod, Paris, 2003.

Theo tạp chí Annales de l’institut Fourier, tính đến năm 2003, ông đã công bố ít nhất 62 bài báo, bao gồm các công trình Toán học.

## Gia đình
Ông mang trong người hai dòng máu Pháp-Việt, là con trai của Giáo sư Phạm Tỉnh Quát.